# نهائي كأس ولي العهد السعودي 2015
نهائي كأس ولي العهد السعودي 2015 هي مباراة تحديد الفائز بكأس ولي العهد السعودي. واقيمت المبارة في 13 فبراير على ملعب الملك فهد الدولي بمدينة الرياض. وفاز بها الاهلي بهدفين مقابل هدف.

## تشكيلة

### الهلال
- عبد الله السديري (28)  حارس مرمى
- ياسر الشهراني (12)  مدافع
- غواك تاي هوي (23)  مدافع
- رودريغو سلفا ديغاو (26)  مدافع
- عبد الله الشامخ (49)  مدافع
- سعود كريري (14)  لاعب وسط
- سلمان الفرج (13)  لاعب وسط
- نواف العابد (24)  لاعب وسط
- تياجو نيفيز (7)  لاعب وسط
- سالم الدوسري (29)  لاعب وسط
- ناصر الشمراني (15)  مهاجم
- عبد العزيز الدوسري (11)  لاعب وسط
- جورجوس ساماراس (77)  مهاجم
- محمد الشلهوب (10)  لاعب وسط

الاحتياط
- فهد الثنيان (22)  حارس مرمى
- يوسف السالم (16)  مهاجم
- عبد الله عطيف (18)  لاعب وسط
- عبد الله الحافظ (17)  مدافع

### الأهلي
- عبد الله المعيوف (22)  حارس مرمى
- عقيل بلغيث (21)  مدافع
- أسامة هوساوي (3)  مدافع
- معتز هوساوي (25)  مدافع
- محمد عبد الشافي (13)  مدافع
- وليد باخشوين (4)  لاعب وسط
- تيسير الجاسم (8)  لاعب وسط
- مصطفى بصاص (47)  لاعب وسط
- حسين المقهوي (11)  لاعب وسط
- أوزفالدو (16)  لاعب وسط
- مهند عسيري (41)  مهاجم
- ياسر المسيليم (1)  حارس مرمى
- محمد أمان الجحدلي (26)  مدافع
- عمر السومة (9)  مهاجم

الاحتياط
- أمير كردي (77)  لاعب وسط
- كامل الموسى (23)  مدافع
- زكريا سامي (29)  لاعب وسط
- أحمد العوفي (7)  لاعب وسط